# Wereldkampioenschappen veldrijden 1997
De wereldkampioenschappen veldrijden 1997 werden gehouden in het weekend van 1 en 2 februari 1997 in München, Duitsland.

## Uitslagen

### Mannen, elite
| Plaats | Renner                 | Land        | Tijd    |
| ------ | ---------------------- | ----------- | ------- |
|        | Daniele Pontoni        | Italië      | 1:00.40 |
| Zilver | Thomas Frischknecht    | Zwitserland | + 0.23  |
| Brons  | Luca Bramati           | Italië      | z.t.    |
| 4.     | Adrie van der Poel     | Nederland   | + 0.35  |
| 5.     | Wim de Vos             | Nederland   | + 0.53  |
| 6.     | Erwin Vervecken        | België      | + 1.13  |
| 7.     | Franz-Josef Nieberding | Duitsland   | + 1.25  |
| 8.     | Beat Wabel             | Zwitserland | + 1.39  |
| 9.     | Dieter Runkel          | Zwitserland | z.t.    |
| 10.    | Peter Van Santvliet    | België      | + 2.04  |

### Mannen, beloften
| Plaats | Renner            | Land      | Tijd   |
| ------ | ----------------- | --------- | ------ |
|        | Sven Nys          | België    | 53.25  |
| Zilver | Bart Wellens      | België    | + 0.22 |
| Brons  | Christophe Morel  | Frankrijk | + 0.38 |
| 4.     | Miguel Martinez   | Frankrijk | + 0.58 |
| 5.     | Gretienus Gommers | Nederland | + 1.27 |
| 6.     | Elvis Zucci       | Italië    | + 1.33 |
| 7.     | Giullaume Benoist | Frankrijk | + 1.37 |
| 8.     | Gerben de Knegt   | Nederland | + 1.45 |
| 9.     | Zdeněk Mlynář     | Tsjechië  | + 1.46 |
| 10.    | David Willemsens  | België    | + 1.47 |

### Jongens, junioren
| Plaats | Renner             | Land        | Tijd   |
| ------ | ------------------ | ----------- | ------ |
|        | David Rusch        | Zwitserland | 46.14  |
| Zilver | Stefano Toffoletti | Italië      | + 0.05 |
| Brons  | Steffen Weigold    | Duitsland   | + 0.06 |
| 4.     | Nicolas Dieudonné  | Zwitserland | + 0.08 |
| 5.     | Torsten Hiekmann   | Duitsland   | + 0.11 |
| 6.     | Björn Schröder     | Duitsland   | + 0.12 |
| 7.     | Thomas Lecuyer     | Frankrijk   | + 0.25 |
| 8.     | Andrew Vancoillie  | België      | + 1.14 |
| 9.     | Davy Commeyne      | België      | + 1.22 |
| 10.    | Wilant van Gils    | Nederland   | + 1.30 |

## Medaillespiegel
| Plaats | Land        | Goud | Zilver | Brons | Totaal |
| 1      | Italië      | 1    | 1      | 1     | 3      |
| 2      | België      | 1    | 1      | 0     | 2      |
| 2      | Zwitserland | 1    | 1      | 0     | 2      |
| 4      | Frankrijk   | 0    | 0      | 1     | 1      |
| 4      | Duitsland   | 0    | 0      | 1     | 1      |
| Totaal | Totaal      | 3    | 3      | 3     | 9      |

Kampioenschappen:  Wereldkampioenschappen · 
 Belgische kampioenschappen · 
 Nederlandse kampioenschappen
Klassementen:  Wereldbeker · 
 Superprestige · 
 GvA Trofee · 
 Challenge national
1950 · 
1951 · 
1952 · 
1953 · 
1954 · 
1955 · 
1956 · 
1957 · 
1958 · 
1959 · 
1960 · 
1961 · 
1962 · 
1963 · 
1964 · 
1965 · 
1966 · 
1967 · 
1968 · 
1969 · 
1970 · 
1971 · 
1972 · 
1973 · 
1974 · 
1975 · 
1976 · 
1977 · 
1978 · 
1979 · 
1980 · 
1981 · 
1982 · 
1983 · 
1984 · 
1985 · 
1986 · 
1987 · 
1988 · 
1989 · 
1990 · 
1991 · 
1992 · 
1993 · 
1994 · 
1995 · 
1996 · 
1997 · 
1998 · 
1999 · 
2000 · 
2001 · 
2002 · 
2003 · 
2004 · 
2005 · 
2006 · 
2007 · 
2008 · 
2009 · 
2010 · 
2011 · 
2012 · 
2013 · 
2014 · 
2015 · 
2016 · 
2017 · 
2018 · 
2019 ·
2020 ·
2021 ·
2022 ·
2023 ·
2024 ·
2025

Categorieën

Mannen elite · 
vrouwen elite · 
mannen beloften · 
vrouwen beloften · 
jongens junioren · 
meisjes junioren · 
gemengde estafette

Voormalig:
mannen amateurs